# Gyrophthorus perforans
Gyrophthorus perforans är en svampart som beskrevs av Hafellner & Sancho 1990. Gyrophthorus perforans ingår i släktet Gyrophthorus, divisionen sporsäcksvampar och riket svampar.   Inga underarter finns listade i Catalogue of Life.